# Devyne Rensch
Devyne Rensch (Lelystad, 18 de enero de 2003) es un futbolista neerlandés que juega en la demarcación de defensa para la A. S. Roma de la Serie A de Italia.

## Selección nacional
Internacional en categorías inferiores, el 7 de septiembre de 2021 debutó con la selección absoluta de los Países Bajos ante Turquía en un encuentro de clasificación para el Mundial de 2022 que terminó con el resultado de 6-1 favorable al conjunto neerlandés tras los goles de Davy Klaassen, Guus Til, Donyell Malen y un triplete de Memphis Depay para los Países Bajos, y de Cengiz Ünder para el combinado turco.

## Estadísticas

### Clubes
Actualizado al último partido disputado el 25 de mayo de 2025.
| Club                             | Div.          | Temporada     | Liga  | Liga  | Copas nacionales | Copas nacionales | Copas internacionales | Copas internacionales | Total | Total |
| Club                             | Div.          | Temporada     | Part. | Goles | Part.            | Goles            | Part.                 | Goles                 | Part. | Goles |
| -------------------------------- | ------------- | ------------- | ----- | ----- | ---------------- | ---------------- | --------------------- | --------------------- | ----- | ----- |
| Jong Ajax · Países Bajos         | 2.ª           | 2020-21       | 11    | 3     | —                | —                | —                     | —                     | 11    | 3     |
| Jong Ajax · Países Bajos         | 2.ª           | 2021-22       | 5     | 0     | —                | —                | —                     | —                     | 5     | 0     |
| Jong Ajax · Países Bajos         | Total club    | Total club    | 16    | 3     | 0                | 0                | 0                     | 0                     | 16    | 3     |
| Ajax de Ámsterdam · Países Bajos | 1.ª           | 2020-21       | 18    | 3     | 4                | 0                | 5                     | 0                     | 27    | 3     |
| Ajax de Ámsterdam · Países Bajos | 1.ª           | 2021-22       | 19    | 1     | 5                | 0                | 5                     | 0                     | 29    | 1     |
| Ajax de Ámsterdam · Países Bajos | 1.ª           | 2022-23       | 26    | 3     | 4                | 0                | 6                     | 0                     | 36    | 3     |
| Ajax de Ámsterdam · Países Bajos | 1.ª           | 2023-24       | 28    | 2     | 0                | 0                | 10                    | 0                     | 38    | 2     |
| Ajax de Ámsterdam · Países Bajos | 1.ª           | 2024-25       | 14    | 1     | 1                | 0                | 11                    | 0                     | 26    | 1     |
| Ajax de Ámsterdam · Países Bajos | Total club    | Total club    | 105   | 10    | 14               | 0                | 37                    | 0                     | 156   | 10    |
| A. S. Roma · Italia              | 1.ª           | 2024-25       | 14    | 0     | 1                | 0                | 3                     | 0                     | 18    | 0     |
| A. S. Roma · Italia              | Total club    | Total club    | 14    | 0     | 1                | 0                | 3                     | 0                     | 18    | 0     |
| Total carrera                    | Total carrera | Total carrera | 135   | 13    | 15               | 0                | 40                    | 0                     | 190   | 13    |

## Palmarés

### Títulos nacionales
| Título                   | Club              | País         | Año  |
| ------------------------ | ----------------- | ------------ | ---- |
| Copa de los Países Bajos | Ajax de Ámsterdam | Países Bajos | 2021 |
| Eredivisie               | Ajax de Ámsterdam | Países Bajos | 2021 |
| Eredivisie               | Ajax de Ámsterdam | Países Bajos | 2022 |